# Roseires-Damm
Der Roseires-Damm (arabisch خزان الروصيرص) staut den Blauen Nil im Bundesstaat an-Nil al-azraq im Sudan.

## Lage
Der Roseires-Damm ist der erste sudanesische Damm im Blauen Nil unterhalb der äthiopisch-sudanesischen Grenze. Sein Stausee erstreckt sich über eine Länge von etwa 55 km in nordsüdlicher Richtung bei einer Breite von 9 km bei der Stadt ad-Damazin.

## Geschichte
Die Idee des Roseires-Damms geht auf eine von der britischen Kolonialverwaltung in den 1950er Jahren beauftragte Studie zurück, in der das Ingenieurbüro Sir Alexander Gibb and Partners vorschlug, ein Kenana-Scheme genanntes Entwässerungsprojekt im Süden des Gezira-Projektes in vergleichbarer Größe anzulegen und mit Hilfe eines Roseires-Damms zu bewässern. Der 1956 unabhängig gewordene Sudan konnte das Projekt zunächst nicht finanzieren. Erst nachdem der Sudan mit Ägypten den Vertrag von 1959 über die Nutzung des Nilwassers abgeschlossen hatte, konnte der Roseires-Damm mit einem Kredit der Weltbank und Westdeutschlands gebaut und 1966 fertiggestellt werden.
Inzwischen galt das Kenana-Projekt als zu teuer. Das Wasser des Roseires-Stausees wurde deshalb für die verbesserte Bewässerung des Gezira-Projekts und für seine al-Managil-Erweiterung und später für das neue Rahad-Projekt auf der rechten Seite des Flusses verwendet.
Da der Stausee ebenso wie der Khashm-el-Girba-Stausee am Atbara durch Sedimentation einen großen Teil seines Volumens verloren hatte, wurde die Krone des Roseires-Damms um 10 m aufgestockt. Diese Arbeiten wurden im Februar 2013 fertiggestellt.

## Bauwerk
Bei dem Roseires-Damm handelt es sich um eine rund 1000 m breite Pfeilerstaumauer, die von zwei Erdschütt-Staudämmen gefasst ist. Die 1966 fertiggestellte Staumauer hatte ursprünglich eine  Höhe von 68 m, die Dammkrone war insgesamt 13,5 km lang. Die Staumauer hat 5 Grundablässe mit 6 m breiten und 10,5 m hohen Toren.
1971 wurde der Damm zur Stromgewinnung mit 7 Turbinen ausgestattet.
Man schätzt, dass der Blaue Nil jährlich eine Sedimentfracht von 140 Mio. Tonnen in den Stausee transportierte und dass das ursprüngliche Stauvolumen von 3.300 Mio. m³ bis 1995 bereits um 900 Mio. m³ reduziert wurde. Der Stausee wird deshalb einmal im Jahr bei steigender Flut über den Grundablass geleert, um möglichst viele Sedimente auszuspülen.
Durch die 2013 beendete Aufstockung der Krone um 10 m  wurde der Damm insgesamt 24.410 m lang. Dabei wurde auch die Kraftwerksleistung auf 1.800 MW erhöht. Die Arbeiten wurden von Kuwait, Saudi-Arabien und anderen arabischen Staaten finanziert und von der China International Water & Electric Corporation ausgeführt.